# Macrina cea Bătrână
Macrina cea Bătrână (n. înainte de 270 d.Hr. - d. c. 340) a fost mama lui Vasile cel Bătrân și bunica lui Vasile cel Mare, Grigore de Nyssa, Petru al Sevastiei și Macrina cea Tânără.

## Biografie
Lucrările lui Vasile cel Mare indică faptul că ea a fost o ucenică a lui Grigore Taumaturgul și că învățăturile lui au fost transmise de Macrina nepoților ei, Vasile și Grigore, contribuind la formarea teologică a celor doi frați capadocieni.
A locuit în orașul Neocaesarea din regiunea Pontus și, potrivit lui Grigore de Nazianz, s-a refugiat împreună cu soțul ei într-un tărâm muntos de pe malurile Mării Negre în timpul persecuției creștinilor din vremea împăraților Galerius și Dioclețian. Soțul ei a murit în timpul prigoanei anticreștine. După încetarea persecuției, Macrina și familia ei s-au întors la Neocaesarea.
Ea era văduvă și este considerată patroana văduvelor și o rugătoare împotriva sărăciei. Sărbătoarea ei este prăznuită pe 14 ianuarie. Se spune că a murit la începutul anilor 340 d.Hr.